# Méntrida
Méntrida è un comune spagnolo di 4 984 abitanti situato nella comunità autonoma di Castiglia-La Mancia.